# Sacred 2: Fallen Angel
Sacred 2: Fallen Angel est la suite du jeu vidéo de rôle Sacred sur PC (Windows), Xbox 360 et PlayStation 3. Le jeu est développé par Ascaron Entertainment et édité par Deep Silver.
L'action se déroule 2000 ans avant les évènements du premier opus.

## Système de jeu
Sacred 2: Fallen Angel est un jeu vidéo de type hack and slash, c'est-à-dire que le joueur doit choisir un personnage parmi les 6 classes qui lui sont proposées, avec lequel il évolue dans le monde d'Ancaria. Le gameplay est dans les grandes lignes semblable à celui de Sacred: le héros doit affronter des hordes d'ennemis qui lui rapportent de l'expérience et parfois des objets, notamment de l'équipement; il peut accepter des quêtes en parlant aux personnages non-joueurs, qui lui proposent de gagner de l'argent ou des objets s'il remplit certains objectifs (tuer des monstres, amener un objet à tel autre PNJ, trouver un objet en fouillant un donjon, l'escorter jusqu'à tel point, etc).
En accumulant de l'expérience, le héros peut répartir des points de compétence dans des domaines très diverses, ce qui permet au joueur de personnaliser son avatar à sa guise. Il peut par exemple décider d'orienter son personnage vers le combat à distance ou la magie, mais aussi lui permettre de monter des chevaux de plus haut niveau, de vendre des objets à un meilleur prix, etc.
Une innovation majeure apportée à cette suite de Sacred est la possibilité de choisir de suivre, dès le début de l'aventure, la voie de la Lumière ou des Ténèbres, ce qui a une influence sur la progression du héros tout au long du jeu.
À noter la présence du groupe de power metal allemand Blind Guardian dans le jeu. Chaque membre a été modélisé pour une vidéo secrète qu'il est possible de débloquer en remplissant une quête qui vous est confiée par Hansi Kürsch, le chanteur du groupe.

## Personnages
Sacred 2: Fallen Angel propose 6 classes de personnages jouables. Chacune de ces classes possède ses propres sorts et compétences.
| Personnages          | Spécificités                                                                     |
| -------------------- | -------------------------------------------------------------------------------- |
| La Dryade            | Spécialisée dans les combats à distance et la magie vaudou                       |
| Le Gardien du Temple | Adepte des arts mécaniques                                                       |
| Le Guerrier Noir     | Excelle au corps à corps                                                         |
| Le Haut Elfe         | Utilise essentiellement la magie                                                 |
| L'Inquisiteur        | Adepte de la magie noire (Voie des Ténèbres uniquement)                          |
| Le Séraphin          | Utilise aussi bien la magie divine que les armes (Voie de la Lumière uniquement) |

## Montures

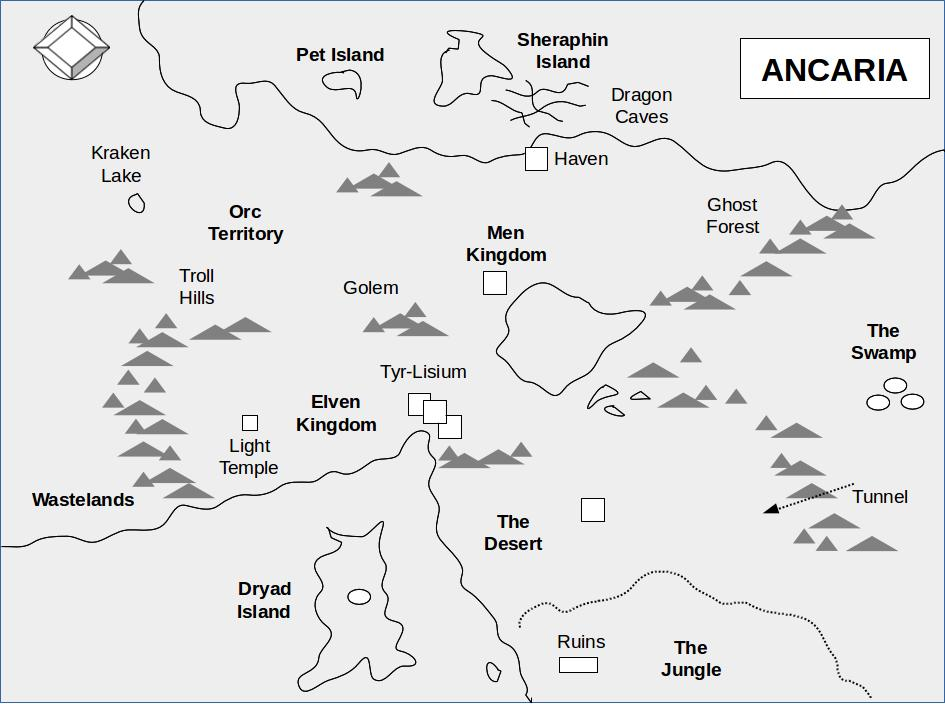
Ancaria

Le joueur a la possibilité d'acquérir une monture en se rendant dans une écurie, ou en explorant la campagne avoisinante.
En outre, chaque classe a accès à une monture spécifique. Le Séraphin peut ainsi monter un Tigre à dents de sabre, tandis que le Guerrier Noir a la capacité de chevaucher un Chien de l'enfer.

## Multijoueur
Sacred 2 propose une campagne jouable en coopération, ainsi que des affrontements joueur contre joueur et Joueur contre Environnement. Les parties en multijoueurs pourront accueillir jusqu'à 4 joueurs sur console et jusqu'à 16 joueurs sur ordinateur.

## Accueil

### Critiques
| Metacritic        | 71 %   |
| EUR IGN           | 7.5/10 |
| EUR Jeuxvideo.com | 16/20  |
| AN GameSpot       | 7/10   |
| EUR Gamekult      | 7/10   |
| AN 1UP.com        | A-     |

Les critiques à l'égard de Sacred 2: Fallen Angel sont globalement positives: la plupart des sites spécialisés applaudissent la richesse du monde d'Ancaria ainsi que l'excellente durée de vie du titre. En effet, le joueur évolue librement dans un monde totalement ouvert de 70 km2 composé d'une soixantaine de donjons, et peut accomplir plus de 500 quêtes.
À l'inverse, la presse spécialisée relate une optimisation douteuse du jeu au moment de sa sortie, à laquelle Ascaron a tenté de répondre par une série de patchs, ainsi que quelques problèmes de respawn.